# After Armageddon Gaiden: Majū Tōshōden Eclipse
After Armageddon Gaiden: Majū Tōshōden Eclipse (アフターハルマゲドン外伝 魔獣闘将伝エクリプス) est un jeu vidéo de rôle sorti en 1994 sur Mega-CD. Le jeu est développé par Pandora Box et édité par Sega uniquement au Japon.